# تزارازا
تزارازا (به لاتین: Tsarazaza) یک منطقهٔ مسکونی در ماداگاسکار است که در Fandriana District واقع شده‌است.
 تزارازا  ۲۶٬۰۰۰ نفر جمعیت دارد و ۱٬۶۴۸ متر بالاتر از سطح دریا واقع شده‌است.